# Тон Пронк
Антон «Тон» Пронк (нід. Anton "Ton" Pronk, 21 травня 1941, Амстердам — 26 серпня 2016, Пюрмеренд) — нідерландський футболіст, що грав на позиції захисника за клуби «Аякс» та «Утрехт», а також національну збірну Нідерландів.

## Клубна кар'єра
У дорослому футболі дебютував 1960 року виступами за команду амстердамського «Аякса», в якій провів десять сезонів, взявши участь у 258 матчах чемпіонату. Більшість часу, проведеного у складі «Аякса», був основним гравцем захисту команди. За ці роки чотири рази ставав чемпіоном Нідерландів і тричі — володарем кубка країни. У розіграші 1968/69 дійшов з командою до фіналу Кубка європейських чемпіонів, в якому нідерландці поступилися італійському «Мілану».
«Золота ера» «Аякса», протягом якої клуб тричі поспіль вигравав найпрестижніший клубний турнір Європи, почалася 1971 року, однак сам Пронк роком раніше залишив амстердамську команду, ставши гравцем «Утрехта». У цій команді 1974 року і завершив професійну ігрову кар'єру.

## Виступи за збірну
1961 року дебютував в офіційних матчах у складі національної збірної Нідерландів. Протягом наступних дев'яти років ще 18 разів виходив на поле у складі національної команди.

## Подальше життя
Після завершення кар'єри гравця повернувся до «Аякса», ставши скаутом клубу, а з 1991 року — очільником селекційної служби клубу. За його рекомендацією команду «Аякса» у різні роки поповнювали такі майбутні зірки європейського футболу як Ярі Літманен та Златан Ібрагімович.
Помер 26 серпня 2016 року на 76-му році життя у місті Пюрмеренд внаслідок бічного аміотрофічного склерозу.

## Титули
- Чемпіон Нідерландів (4):

1966, 1967, 1968, 1970
- Володар Кубка Нідерландів (3):

1961, 1967, 1970